# Gor (Film)
Gor ist ein US-amerikanischer Barbarenfilm von Fritz Kiersch aus dem Jahr 1987. Er basiert auf dem 1966 erschienenen Roman Gor – Die Gegenerde, dem ersten der bis heute 38 Bücher zählenden Gor-Romanreihe von John Norman.

## Handlung
Tarl Cabot ist Physikprofessor an einer Universität. Der von seinen Studenten verlachte Professor glaubt an ein Paralleluniversum mit dem Planeten Gor. Ein Familienerbstück soll der Schlüssel dazu sein. Seinen Wochenendtrip mit seiner attraktiven Lehrassistentin muss er alleine unternehmen. Bei der Fahrt zu dem geheimnisvollen Ort, wo er sich seinen Studien widmen will aktiviert er bei einem Autounfall aus Versehen den Ring und landet mitten in einer Schlacht auf dem Planeten Gor.
Der böse Priesterkönig Sarm plündert einen kleinen Ort auf der Suche nach dem Heimatstein, ein mythisches Objekt, das eine Verbindung zwischen Gor und der Erde schafft. Cabot wird von den Schergen Sarms angegriffen, kann sich jedoch erwehren und tötet zwei der berittenen Soldaten, darunter auch Sarms Sohn. Er wird schließlich von der Kriegerin Talina vom Königreich Ko-ro-ba gerettet, deren Vater der König von Sarms Männern gekidnappt wurde.
Nach einem Training im Zweikampf macht sich Tarl zusammen mit einer Gruppe Rebellen auf zu Sarm, um Talinas Vater zu befreien. Dabei infiltrieren sie eine Sklavenstadt und töten deren Oberbefehlshaber. Letztlich werden sie von Sarm gefangen genommen. Dieser hat Interesse an Tarl und will ihn anwerben. Tarl geht zum Schein darauf ein, doch als Sarm einige Gefangene foltern lassen will, schreitet er ein und organisiert eine Revolte. In den Wirren des Kampfes kann er die anderen befreien und findet schließlich auch den entführten König. Dieser kann ihn zum Heimatstein führen. Schließlich tötet er Sarm.
Sie bringen den Heimatstein zurück nach Ko-ro-ba. In der Menge erscheint der geheimnisvolle Priester Xenos, der finstere Pläne schmiedet. Als Talena und Tarl sich gegenseitig ihre Liebe gestehen wird der Heimatstein aktiviert und Tarl wird zurück auf die Erde teleportiert.

## Hintergrund
Der Film basiert auf dem ersten Roman Gor – Die Gegenerde (1973) von John Norman. Der Autor ist auf Grund seiner Sicht auf männliche Dominanz und weiblicher Unterwerfung umstritten. Cannon Films sicherte sich die Rechte an der Buchserie, die zur Zeit der Entstehung des Films 24 Romane umfasste. Für den Film wurde allerdings die zu einem Großteil sexistische Grundgeschichte insofern angepasst, dass mit Rebecca Ferrattis Charakter Talena ein starker weiblicher Charakter eingeführt wurde. Dennoch bedient sich der Film weiterhin sexistischer Motive und spärlich bekleideter weiblicher Charaktere.
Der Film wurde überwiegend in Afrika gedreht. Als Hauptdarsteller wurde der italienische Schauspieler Urbano Barberini verpflichtet. Als besondere Stars konnten Oliver Reed und Jack Palance gewonnen werden. Palance Auftritt ist jedoch nur wenige Sekunden lang und soll auf dessen Auftritt als Bösewicht im Sequel Der Geächtete von Gor (1989) hindeuten.
Der Film erschien in Deutschland 1988 auf Video von Cannon/VMP und 1990 als Wiederauflage von Screen Entertainment. Beide Versionen verfügen über eine FSK-16-Freigabe und sind um eine Szene geschnitten, die eine Brandmarkung einer Frau zeigt. Eine ungeschnittene Neuauflage erfolgte am 26. April 2019 über Great Movies sowie als Mediabook 2020 über White Pearl Classics / daredo. Beide Versionen enthalten auch den Nachfolger.

## Rezeption
Das Filmmagazin Variety bemerkte, dass das Budget von Cannon Films, bekannt als Action- und Trash-Produzenten für einen Fantasy-Film offensichtlich arg limitiert war und sich der Film so vor allem an ein Heimvideo- und Fernsehpublikum richte. Sie kritisierten den Dialog, der sich auf Comic-Niveau befände und die Choreografie der Kampfszenen, denen jeglicher Realismus abginge.
Der Filmdienst urteilte: „Film nach einer Fantasy-Romanserie, der weniger auf eine stimmige Handlung als auf ein lautes Spektakel Wert legt.“
Die Filmzeitschrift Cinema charakterisierte den Hauptdarsteller Urban Barberini als „[b]rutale[n] Milchbubi als ‚Conan‘-Verschnitt ohne Stil“.
Haiko Herden von Haikos Filmlexikon schrieb: „Unglaubliches schlechtes, wenn auch unglaublich buntes Fantasyspektakel der unteren Qualitätsstufe. Die sogenannten Schauspieler wissen in ihren Rollen irgendwie so gar nicht zu überzeugen und auch ansonsten ist alles ziemlich dümmlich. Aber man mag es gar nicht glauben, die Fortsetzung ist noch um einiges billiger und dümmlicher!“